# Luther Vandross
Luther Ronzoni Vandross Jr. (New York, 1951. április 20. – Edison, 2005. július 1.) nyolcszoros Grammy-díjas amerikai énekes, dalszerző és zenei producer.

## Pályafutása
Pályafutása alatt számos világhírű énekes vokalistájaként dolgozott, például Todd Rundgren, Judy Collins, Chaka Khan, Bette Midler, Diana Ross, David Bowie, Ben E. King vagy Donna Summer. Később a Change nevű együttes frontembere lett, amely első albumát kiadta, amely arany minősítést ért el, címe: The Glow of Love. Miután Vandross kilépett a csoportból, az Epic Recordshoz szerződött mint szóló előadó, majd kiadta debütáló szólóalbumát Never Too Much címmel 1981-ben.
Legnagyobb slágerei közé tartoznak: Never Too Much, Here and Now, Any Love, Power of Love/Love Power, I Can Make It Better és For You to Love. Számos dala emellett feldolgozás volt más előadóktól, mint például a If This World Were Mine (duett Cheryl Lynn-nel), Since I Lost My Baby, Superstar, I (Who Have Nothing) és Always and Forever. Olyan duettjei, mint a The Closer I Get to You Beyoncéval, Endless Love Mariah Carey-vel és a The Best Things in Life Are Free Janet Jacksonnal mind népszerű dalok voltak a megjelenésük idejében.
Karrierje folyamán Vandross több mint 35 millió albumot adott el, 8 Grammy-díj-at nyert,s ebből négy alkalommal a Best Male R&B Vocal Performance kategóriában. 2004-ben 4 Grammyt nyert egyetlen évben, köztük a Grammy Award for Song of the Yeart a Dance with My Father című dalért, melyet kevéssel halála előtt vett föl.

## Halála
Luther Vandross 2005. július elsején hunyt el mindössze 54 évesen: halálát szívinfarktus okozta, de már korábban is szenvedett diabéteszben, magas vérnyomásban és agyvérzésben. Édesanyja túlélte őt, ő 2008-ban hunyt el.